# Leonore Annenberg
Leonore Cohn Annenberg (Nova Iorque, 20 de fevereiro de 1918 - Rancho Mirage, 12 de março de 2009), também conhecida como Lee Annenberg, era uma empresária, diplomata e filantropa americana. Ela foi conhecida por servir como Chefe do Protocolo dos Estados Unidos de 1981 a 1982. Annenberg era casada com Walter Annenberg, que era embaixador no Reino Unido e magnata da publicação de jornais. Ela também serviu como presidente e presidente da Fundação Annenberg de 2002 a 2009.
Nascida na cidade de Nova York e criada em Los Angeles, ela se formou na Stanford University. Depois que seus dois primeiros casamentos terminaram em divórcio, ela se casou com o famoso empresário Walter Annenberg, que foi nomeado embaixador dos Estados Unidos no Reino Unido em 1969 pelo presidente Richard Nixon. Em seu papel como esposa do embaixador, Leonore dirigiu uma grande reforma da residência oficial do embaixador. Os Annenberg contribuíram para a campanha presidencial de Ronald Reagan em 1980 e, após sua posse, Leonore foi nomeada Chefe do Protocolo, ficando encarregada de aconselhar o presidente, o vice-presidente e o secretário de Estado em questões relacionadas ao protocolo diplomático.
Os Annenberg se tornaram grandes filantropos, doando dinheiro para instituições educacionais, causas de caridade e artes. Leonore Annenberg também atuou em muitos comitês e conselhos. Após a morte do marido em 2002, ela continuou a doar dinheiro e o sucedeu como presidente e presidente da Fundação Annenberg.

## Juventude e família
Leonore Cohn nasceu em uma família judia na cidade de Nova York em 20 de fevereiro de 1918, filha de Maxwell e Clara Cohn. Apelidado de "Lee", seu pai dirigia uma empresa têxtil. Ela tinha sete anos quando sua mãe morreu. Ela e sua irmã mais nova foram criadas em Fremont Place, um bairro de classe alta de Los Angeles, por seu tio Harry Cohn, o fundador da Columbia Pictures. Leonore e sua irmã mais nova, Judith, frequentaram o Page Boarding School for Girls em Pasadena. A esposa de Harry Cohn, Rose, criou as meninas como Cientistas Cristãos.
Leonore Cohn se formou na Universidade de Stanford em 1940 com um BA Depois de se formar, ela se casou com Beldon Katleman, cuja família era proprietária de imóveis e uma rede nacional de estacionamentos; eles tiveram uma filha, Diane, mas o casamento acabou em divórcio depois de alguns anos. Em 1946, ela se casou com Lewis Rosenstiel, o multimilionário fundador da destilaria de bebidas Schenley, e eles tiveram uma filha chamada Elizabeth; esse casamento também terminou em divórcio.
Ela e Walter Annenberg, então editor do The Philadelphia Inquirer, se conheceram em 1950 em uma festa na Flórida e os dois se casaram no ano seguinte.

## Esposa do embaixador
Após a nomeação de seu marido como Embaixador dos Estados Unidos no Reino Unido em 1969, a Sra. Annenberg ordenou a reforma da Winfield House, de trinta e cinco quartos, a residência oficial do embaixador em Londres. O projeto teve custo total de cerca de US$ 1 milhão e levou seis meses para ser concluído. Enquanto em Londres, Leonore fundou a American Friends of Covent Garden, uma organização projetada para promover a boa vontade entre os Estados Unidos e a Grã-Bretanha por meio da expressão musical.

## Chefe de Protocolo

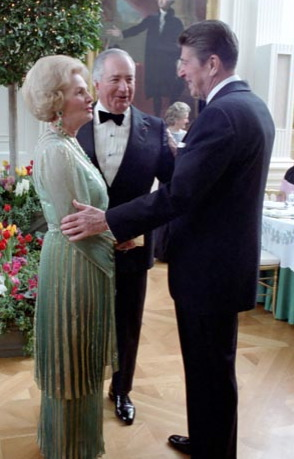
Walter e Leonore Annenberg com o presidente Ronald Reagan, 1981

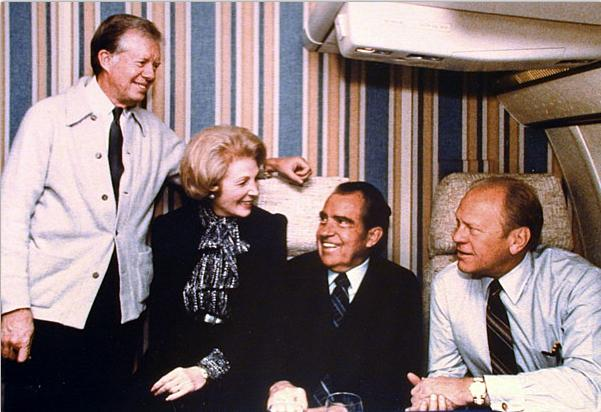
Annenberg com os ex-presidentes Nixon, Ford e Carter durante um voo para o funeral de Anwar Sadat, outubro de 1981

Os Annenberg contribuíram substancialmente para a campanha presidencial de Ronald Reagan em 1980 e, após a eleição de Reagan em 1981, Lee Annenberg foi nomeada Chefe do Protocolo dos Estados Unidos. Esse cargo a encarregava de assessorar o Presidente, o Vice-Presidente e o Secretário de Estado em questões que tratam do protocolo diplomático, e de dar as boas-vindas formalmente a dignitários estrangeiros em sua chegada aos Estados Unidos. Annenberg supervisionou uma equipe de 60 pessoas que trabalhava em uma miríade de detalhes, desde a escolha dos presentes de Estado que seriam dados ao hóspede até os banheiros que a delegação estrangeira poderia visitar. Ela disse sobre sua posição: "É tudo uma questão de fazer seus convidados se sentirem respeitados e bem-vindos". Annenberg atraiu alguma polêmica durante seu mandato quando ela fez uma reverência perante o príncipe Charles ao chegar para uma visita diplomática, comentadores dizendo que isso era impróprio em uma república que conquistou sua independência da mesma monarquia.
Como Chefe de Protocolo, ela alcançou o posto de Embaixadora. Amigos de Ronald e Nancy Reagan, os Annenberg hospedavam os Reagans anualmente em sua propriedade de Rancho Mirage, Califórnia, "Sunnylands". Annenberg renunciou ao cargo em janeiro de 1982, declarando que queria passar mais tempo com seu marido.

## Filantropia e trabalho de comitê
Depois de deixar seu posto no Departamento de Estado, Lee Annenberg começou a trabalhar para promover e aumentar a apreciação cultural nos Estados Unidos. Ela e o marido continuaram a doar dinheiro para causas nobres como filantropos. Em 2001, Annenberg recebeu a Medalha de Filantropia Andrew Carnegie. Ao receber o prêmio, ela explicou por que ela e seu marido doaram para causas como filantropos:
Walter e eu acreditamos que a educação é a base de uma sociedade democrática. Quando questionado sobre o que motiva seu trabalho filantrópico, meu marido respondeu com uma declaração muito poderosa: 'Considero meu trabalho filantrópico como um investimento no futuro da América. É a maneira mais eficaz de servir meu país e ajudar a garantir seus benefícios para a próxima geração.'
A Sra. Annenberg serviu a muitas organizações de caridade e em muitos comitês. Resultante de seu interesse e dotações para as artes, ela foi uma curadora emérita e membro do Comitê de Aquisições do Museu Metropolitano de Arte, membro do Conselho de Curadores do Museu de Arte da Filadélfia, um dos diretores do The Metropolitan Opera, curador honorário e ex-presidente do conselho do Palm Springs Art Museum e membro da American Philosophical Society. A Sra. Annenberg foi presidente emérita da Fundação de Arte e Preservação em Embaixadas e membro do Committee for the Preservation of the White House.
Ela também foi membro das Distintas Filhas da Pensilvânia e curadora emérita ativa da Universidade da Pensilvânia. Ela atuou no conselho administrativo de ambas as Escolas de Comunicação Annenberg. Em 1993, ela e seu marido, Walter, receberam a Medalha Nacional de Artes. Ela foi eleita Fellow da Academia Americana de Artes e Ciências em 2004.

## Vida posterior

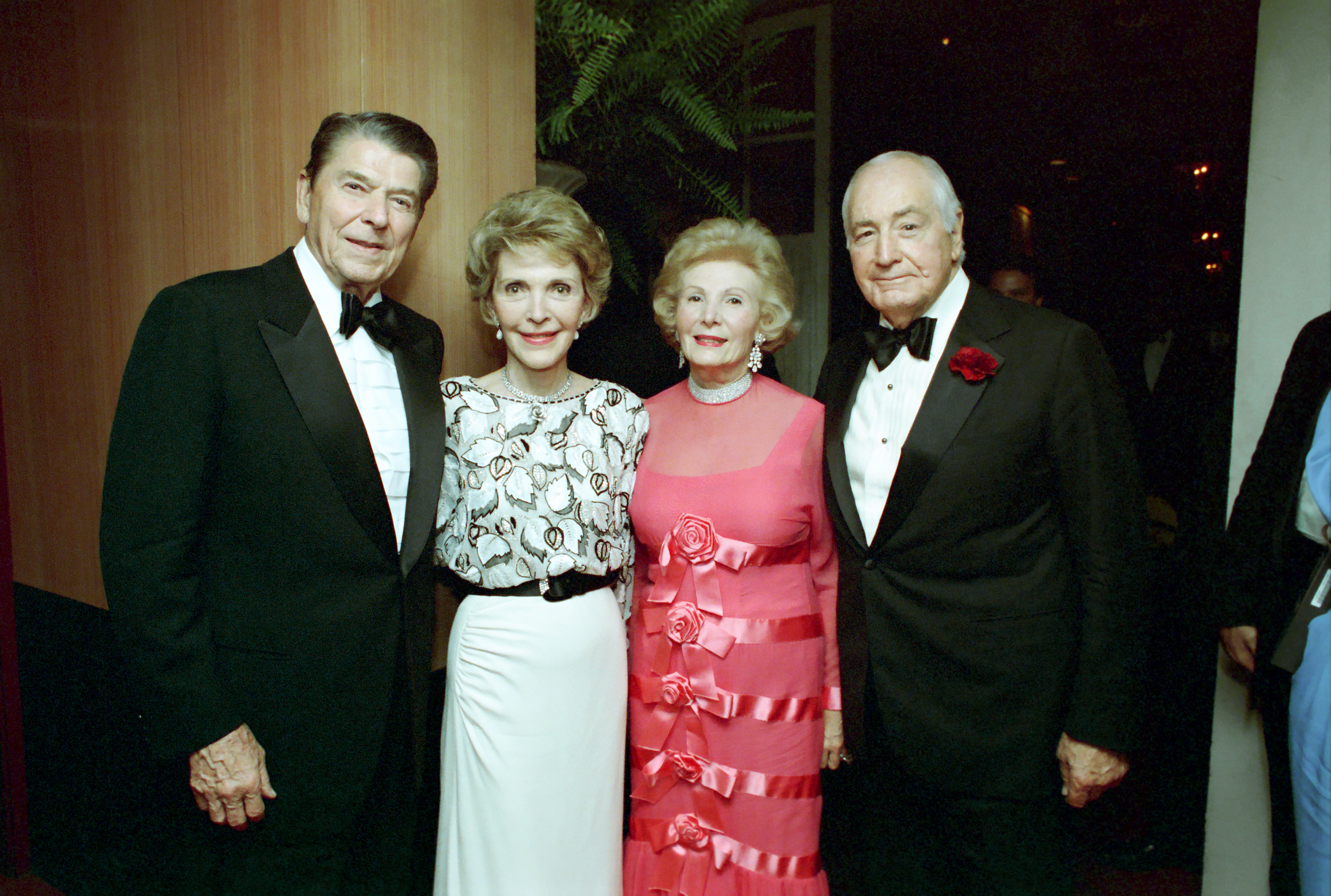
Leonore e Walter Annenberg com o presidente Ronald Reagan e Nancy Reagan, 1981

Walter Annenberg morreu em 1º de outubro de 2002, aos 94 anos. Lee Annenberg sucedeu a seu marido como presidente e presidente da Fundação Annenberg, uma organização fundada por seu falecido marido que financia organizações sem fins lucrativos, bem como institutos de educação e programas de artes. Ela continuou a doar dinheiro para causas nobres nos campos da ciência, educação e arte até sua morte. Em 2006, ela foi classificada como a 382ª pessoa mais rica do mundo pela revista Forbes, e a 488ª em 2007. Annenberg, em 2007, era a 165ª pessoa mais rica dos Estados Unidos, segundo a Forbes, com um patrimônio líquido de 2,5 bilhões de dólares. Annenberg viajou para Washington, DC, em maio de 2007 para participar do jantar de estado da Rainha Elizabeth II, oferecido pelo presidente George W. Bush. No mês seguinte, ela aceitou o prestigioso Prêmio Filadélfia, uma homenagem concedida àqueles na região da Filadélfia que trabalharam para melhorar a área.
Mais recentemente, antes de sua morte, Annenberg tornou-se membro honorário do conselho da Fundação Richard Nixon e membro honorário da Royal Academy of Art.

## Morte
Lee Annenberg residia em Rancho Mirage, Califórnia, antes de sua morte em 12 de março de 2009, aos 91 anos. De acordo com um porta-voz da família, Leonore Annenberg morreu no Eisenhower Medical Center de causas naturais. No momento de sua morte, Annenberg estava com a saúde debilitada.
No anúncio de sua morte, declarações foram feitas pelo ex-presidente George HW Bush e Barbara Bush, bem como pela ex-primeira-dama Nancy Reagan. A Sra. Reagan chamou Annenberg de "um amigo querido e de longa data" e elogiou o trabalho filantrópico dos Annenbergs como tendo "deixado uma impressão indelével sobre a educação nos Estados Unidos".